# Microcosmus hernius
Microcosmus hernius är en sjöpungsart som först beskrevs av Monniot 1974.  Microcosmus hernius ingår i släktet Microcosmus och familjen lädermantlade sjöpungar. Inga underarter finns listade i Catalogue of Life.